# Kamienica przy Rynku 53 we Wrocławiu
Kamienica przy Rynku 53 – kamienica na wrocławskim rynku, na północnej pierzei rynku, zwanej Targiem Łakoci.

## Historia kamienicy i jej architektura
Pierwszy budynek na parceli nr 53 został wzniesiony w późnym średniowieczu. W XVI wieku czterokondygnacyjna kamienica miała wąską, dwuosiową fasadę, z dachem kalenicowym. W 1704 roku właścicielem budynku został kupiec Georg Pfender. Za jego sprawą kamienica została przebudowana na styl barokowy: powstał wówczas czterokondygnacyjny budynek o dwuosiowej fasadzie zakończonej wysuniętym gzymsem, nad którym umieszczono dwukondygnacyjny szczyt wykończony tympanonem. Wnętrza zostały przebudowane, powstał wówczas trzytraktowy plan budynku z klatką schodową w środkowym trakcie.

## Po 1945 roku
Podczas działań wojennych w 1945 roku kamienica nie uległa dużym zniszczeniom. Mimo to została rozebrana i odbudowana w 1955 roku według projektu Jacka Cydzika. Kamienica została odbudowana na wzór kamienicy z okresu przedwojennego z wyjątkiem klatki schodowej, którą umieszczono w kamienicy nr 54 "Pod Drzewem Morwowym". 